# هنریک رومل
هنریک رومل (انگلیسی: Henrik Rummel؛ زادهٔ september ۲۶, ۱۹۸۷ (۳۷ سال)) ورزشکار روئینگ اهل ایالات متحده آمریکا است.
وی در مسابقات کشوری و بین‌المللی در مجموع برندهٔ ۱ مدال طلا، ۱ مدال نقره، ۲ مدال برنز شده‌است.